# Lista de coreógrafos
Lista de coreógrafos

## A
- Antonio Gades  Espanha
- Alinne Kelly Curvão –  Brasil
- Albertina Rasch –  Áustria /  Estados Unidos
- Alex Colin –  Brasil
- Andréa Bardawil –  Brasil
- Ana Clara Guerra Marques – Angola

## B
- Bob Fosse –  Estados Unidos
- Bronislava Nijinska –  Rússia
- Bruno de Carvalho -  Brasil
- Busby Berkeley –  Estados Unidos
- Bruna Aranha  -  Brasil
- Bryan Tanaka –  Estados Unidos

## C
- Celso Gazu -  Brasil
- Carlinhos de Jesus –  Brasil
- Chase Benz –  Estados Unidos
- Cheivane Tanski –  Brasil
- César Lima –  Brasil

## D
- Deborah Colker –  Brasil
- 'Domingos Emerode – Angola
- Douglas Dainez –  Brasil
- Daniel Saboya  –  Brasil

## E
- Emma Sintani –  Bolívia

## F
- Fábio de Mello Sambista  –  Brasil
- Friedrich Albert Zorn –  Alemanha
- Felipe Mendes –  Brasil

## G
- Gary Lloyd –  Reino Unido
- Gustavo Della Serra –  Brasil
- Guto Guerra –  Brasil

## H
- Herbert Ross –  Estados Unidos

## J
- Jaime Arôxa –  Brasil
- João Hydalgo –  Portugal
- Jonathan Pikolé –  Brasil
- João Lima Dnc -  Brasil

## K
- Klauss Vianna –  Brasil
- Karla Costa –  Brasil
- Kyle Hanagami-

 Estados Unidos

## L
- Lennie Dale –  Estados Unidos /  Brasil
- Lipe Lucarelli –  Brasil
- Lourdes Bastos –  Brasil
- Luana Espíndola –  Brasil

## M
- Madalena Victorino –  Portugal
- Manon Freire Giorgi –  Brasil
- Márcia Haydée –  Brasil
- Maria Duschenes –  Hungria /  Brasil
- Marilena Ansaldi –  Brasil
- Mario Matiello –  Brasil
- Marius Petipa –  França /  Rússia
- Martha Graham –  Estados Unidos
- Maurice Béjart –  França
- Merce Cunningham –  Estados Unidos
- Michael Jackson –  Estados Unidos
- Michel Fokine –  Rússia
- Mia Michels  –  Estados Unidos
- Matt Steffanina-  Estados Unidos
- MÔNICA TORREÃO - Brasil

## N
- Nícolas Xavier –  Brasil

## O
- Olga Roriz –  Portugal

## P
- Pina Bausch –  Alemanha
- Priscilla Mota –  Brasil

## R
- Rafael Zago –  Brasil
- Renée Gumiel –  França /  Brasil
- Rodrigo Negri –  Brasil
- Rodrigo Pederneiras –  Brasil
- Roland Petit –  França
- Rudolf Laban –  Hungria

## S
- Salima Zahra  –  Brasil

## T
- Tatiana Leskova –  Rússia /  Brasil
- Teresa Ranieri –  Itália

• Taysa Copelli (Brasil)

## V
- Vaslav Nijinsky –  Rússia
- Victor Navarro Capell –  Espanha
- Vasco Wellenkamp –  Portugal
- Valéria Pinheiro –  Brasil

## W
- William Forsythe –  Estados Unidos
- Willdabeast Adams- Estados Unidos